# Kidderia acrobeles
Kidderia acrobeles is een tweekleppigensoort uit de familie van de Cyamiidae. De wetenschappelijke naam van de soort is voor het eerst geldig gepubliceerd in 1913 door Suter.